# 麗頰斯氏脂䲁
麗頰斯氏脂䲁（學名：Starksia langi），為輻鰭魚綱䲁形目脂䲁科斯氏脂䲁屬的一個種，種名以史密森尼海洋科學網絡和史密森尼科學潛水項目主任邁克爾·A·朗（Michael A. Lang）來命名，分布於西大西洋貝里斯、宏都拉斯至巴拿馬海域，深度0至5公尺，本魚體長，扁平，頭鈍，眼、鼻孔及頸觸鬚不分支，背鰭硬棘與鰭條之間有缺刻，雄魚第一臀鰭棘長與鰭的其餘部分分離，變為性器官，側線連續，前段拱起，後段直，頭體淡褐色至淡橙褐色，頭部有橙色斑紋，背鰭基部有橙色斑點，頭部下方無淡色斑點，雌魚頭部下方和胸鰭基部有散在的、明顯的小黑點；雄魚前鰓蓋骨下角有深色、厚的新月形斑紋，體鱗後緣顏色較深，身體有2排黑色斑塊，上排9個圓形斑塊，延伸至背鰭基部，中排有6-7個較大斑塊，大多為垂直拉長的橢圓形，尾基部下部有數個暗斑，背鰭硬棘19-20枚、背鰭軟條7-8枚、臀鰭硬棘2枚、臀鰭軟條15-16枚，體長可達1.7公分，棲息在沙底質的珊瑚礁頂層，生活習性不明。